# Lista laureatów Nagrody Kioto
Lista laureatów Nagrody Kioto.

## Nauki podstawowe

### Nauki biologiczne
- 1986: George Evelyn Hutchinson (USA, 1903–1991)
- 1990: Jane Goodall (Wielka Brytania, 1934)
- 1993: William Donald Hamilton (Wielka Brytania, 1936–2000)
- 1997: Daniel Hunt Janzen (USA, 1939)
- 2001: John Maynard Smith (Wielka Brytania, 1920–2004)
- 2005: Simon Asher Levin (USA, 1941)
- 2009: Peter Grant (Wielka Brytania, 1936) i Rosemary Grant (Wielka Brytania, 1936)
- 2013: Masatoshi Nei (USA, 1936)
- 2017: Graham Farquhar (Australia, 1947)
- 2022: Bryan Grenfell (Wielka Brytania, 1954)

### Nauki matematyczne
- 1985: Claude E. Shannon (USA, 1916–2001)
- 1989: Izrail Gelfand (Rosja, 1913–2009)
- 1994: André Weil (Francja, 1906–1998)
- 1998: Kiyoshi Itō (Japonia, 1915–2008)
- 2002: Michaił Gromow (Francja, 1943)
- 2006: Hirotugu Akaike (Japonia, 1927–2009)
- 2010: László Lovász (Węgry, 1948)
- 2014: Edward Witten (USA, 1951)
- 2018: Masaki Kashiwara (Japonia, 1947)
- 2023: Elliott Lieb (USA, 1932)

### Ziemia i wiedza o planetach, astronomia i astrofizyka
- 1987: Jan Oort (Holandia, 1900–1992)
- 1991: Edward Lorenz (USA, 1917–2008)
- 1995: Chūshirō Hayashi (Japonia, 1920–2010)
- 1999: Walter Heinrich Munk (USA, 1917–2019)
- 2003: Eugene Newman Parker (USA, 1927–2022)
- 2007: Hirō Kanamori (Japonia, 1936)
- 2011: Raszyd Siuniajew (Rosja/Niemcy, 1943)
- 2015: Michel Mayor (Szwajcaria, 1942)
- 2019: James Gunn (USA, 1938)
- 2024: Paul Hoffman (Kanada, 1941)

### Nauki przyrodnicze
- 1992: Yasutomi Nishizuka (Japonia, 1932–2004)
- 1996: Mario Capecchi (USA, 1937)
- 2000: Walter Jakob Gehring (Szwajcaria, 1939)
- 2004: Alfred G. Knudson (USA, 1922–2016)
- 2008: Anthony James Pawson (Kanada/Wielka Brytania, 1952–2013)
- 2012: Yoshinori Ōsumi (Japonia, 1945)
- 2016: Tasuku Honjo (Japonia, 1942)
- 2021: Robert Roeder (USA, 1942)

### Kognitywistyka
- 1988: Avram Noam Chomsky (USA, 1928)

## Technologie

### Elektronika
- 1985: Rudolf Kalman (USA, 1930–2016)
- 1989: Amos E. Joel Jr. (USA, 1918–2008)
- 1993: Jack Kilby (USA, 1923–2005)
- 1997: Federico Faggin (Włochy, 1941), Stanley Mazor (USA, 1941), Marcian Edward Hoff Jr. (USA, 1937), Masatoshi Shima (Japonia, 1943)
- 2001: Żores Ałfiorow (Rosja, 1930–2019), Izuo Hayashi (Japonia, 1922–2005), Morton B. Panish (USA, 1929)
- 2005: George H. Heilmeier (USA, 1936–2014)
- 2009: Isamu Akasaki (Japonia, 1929–2021)
- 2013: Robert H. Dennard (USA, 1932)
- 2017: Takashi Mimura (Japonia, 1944)
- 2022: Carver Mead (USA, 1934)

### Biotechnologia i technologia medyczna
- 1986: Nicole Marthe Le Douarin (Francja, 1930)
- 1990: Sydney Brenner (Wielka Brytania, 1927–2019)
- 1994: Paul Lauterbur (USA, 1929–2007)
- 1998: Kurt Wüthrich (Szwajcaria, 1938)
- 2002: Leroy Edward Hood (USA, 1938)
- 2006: Leonard Herzenberg (USA, 1931–2013)
- 2010: Shin’ya Yamanaka (Japonia, 1962)
- 2014: Robert S. Langer (USA, 1948)
- 2018: Karl Deisseroth (USA, 1971)
- 2023: Ryuzo Yanagimachi (Japonia, 1928)

### Nauki materiałowe i inżynieria
- 1987: Morris Cohen (USA, 1911–2005)
- 1991: Michael Szwarc (USA, 1909–2000)
- 1995: George William Gray (Wielka Brytania, 1926–2016)
- 1999: W. David Kingery (USA, 1926–2000)
- 2003: George McClelland Whitesides (USA, 1939)
- 2007: Hiroo Inokuchi (Japonia, 1927)
- 2011: John Werner Cahn (USA 1928–2016)
- 2015: Toyoki Kunitake (Japonia, 1936)
- 2019: Ching W. Tang (Hongkong, 1947)
- 2024: John Pendry (Anglia, 1943)

### Nauki informacyjne
- 1988: John McCarthy (USA, 1927–2011)
- 1992: Maurice Wilkes (Wielka Brytania, 1913–2010)
- 1996: Donald Knuth (USA., 1938)
- 2000: Antony Hoare (Wielka Brytania, 1934)
- 2004: Alan Kay (USA, 1940)
- 2008: Richard Karp (USA, 1935)
- 2012: Ivan Sutherland (USA, 1938)
- 2016: Takeo Kanade (Japonia, 1945)
- 2021: Andrew Yao (Chiny, 1946)

## Sztuka i filozofia

### Muzyka
- 1985: Olivier Messiaen (Francja, 1908–1992)
- 1989: John Cage (USA, 1912–1992)
- 1993: Witold Lutosławski (Polska, 1913–1994)
- 1997: Iannis Xenakis (Francja, 1922–2001)
- 2001: György Ligeti (Austria, 1923–2006)
- 2005: Nikolaus Harnoncourt (Austria, 1929)
- 2009: Pierre Boulez (Francja, 1925–2016)
- 2013: Cecil Taylor (USA, 1929–2018)
- 2017: Richard Taruskin (USA, 1947–2022)
- 2022: Zakir Hussain (Indie, 1951)

### Sztuka
- 1986: Isamu Noguchi (USA, 1904–1988)
- 1990: Renzo Piano (Włochy, 1937)
- 1995: Roy Lichtenstein (USA, 1923–1997)
- 1998: Nam June Paik (USA, 1932–2006)
- 2002: Tadao Andō (Japonia, 1941)
- 2006: Issey Miyake (Japonia, 1938–2022)
- 2010: William Kentridge (RPA, 1955)
- 2014: Fukumi Shimura (Japonia, 1924)
- 2018: Joan Jonas (USA, 1936)
- 2023: Nalini Malani (Indie, 1946)

### Teatr i kino
- 1987: Andrzej Wajda (Polska, 1926–2016)
- 1991: Peter Brook (Wielka Brytania, 1925–2022)
- 1994: Akira Kurosawa (Japonia, 1910–1998)
- 1999: Maurice Béjart (Francja, 1927–2007)
- 2003: Tamao Yoshida (Japonia, 1919–2006)
- 2007: Pina Bausch (Niemcy, 1940–2009)
- 2011: Tamasaburō Bandō V (Japonia, 1950)
- 2015: John Neumeier (USA, 1939)
- 2019: Ariane Mnouchkine (Francja, 1939)
- 2024: William Forystyhe (Ameryka, 1949)

### Myśl i etyka
- 1988: Paul Thieme (Niemcy, 1905–2001)
- 1992: Karl Popper (Wielka Brytania, 1902–1994)
- 1996: Willard Van Orman Quine (USA, 1908–2000)
- 2000: Paul Ricœur (Francja, 1913–2005)
- 2004: Jürgen Habermas (Niemcy, 1929)
- 2008: Charles Margrave Taylor (Kanada, 1931)
- 2012: Gayatri Chakravorty Spivak (Indie, 1942)
- 2016: Martha Nussbaum (USA, 1947)
- 2021: Bruno Latour (Francja, 1947–2022)